# 川南町
川南町（かわみなみちょう）は、宮崎県の中部にある町。児湯郡に属す。日本三大開拓地の1つである。
宮崎県農協果汁(サンA)や、児湯食鳥など宮崎県でもトップクラスの年商の企業の本拠地でもある。

## 地理
宮崎県の中東部、宮崎市から北東約35kmの宮崎平野北部に位置している。西側の一部は尾鈴山地で、それ以外は河成段丘が広がり、これが海岸付近まで迫っている。東側は日向灘に面している。
今後発生が予見されている南海トラフ巨大地震の際には、町内の海岸に最大11mの津波が到達することが予想されている。
町の中心部を平田川が流れ、町の北端部を名貫川が流れている。町名の川南はこの名貫川の南に因む。
年間降水量は2,400mmほど、年間日照時間も2,100時間と年間の数字をみれば申し分はなくむしろ恵まれているが、降水量のほとんどが梅雨と台風の時期に集中するため春や夏はほぼ雨に恵まれない。町内の多くを占める丘陵地は乾燥した原野であり、第二次世界大戦後に開拓が本格化するまでは長年未開発の状態であった。
中心地域は通称「トロントロン」と呼ばれている。この名の由来として次の2つの説が唱えられている。
1. 西南戦争の際に敗走する西郷隆盛の一行が、ぬかるんだ地面を「トロントロンとしている」と言ったとする説
2. 湧き水があり、水の音が「タランタラン（トロントロン）」と聞こえたとする説

### 隣接している自治体
- 児湯郡高鍋町
- 同郡都農町
- 同郡木城町

### 地名
- 川南
- 平田

## 歴史
平坦で乾燥した丘陵地が広がる川南原は、水がなく耕作に適しない地域であったが、江戸時代より讃岐国や周辺地域の住民を受け入れての小規模な新田開発が行われていた。明治時代には高鍋藩の士族による用水路を築いての新田開発や、県内外から農民を集めての大規模農場開発が行われたが、丘陵のほとんどは未開発のままであり、川の水をめぐっての争いが絶えなかった。
1911年に第13代宮崎県知事有吉忠一により川南原の開発事業が計画され、1925年には宮崎県より国に対し、国営大規模開墾事業を求める申請が出された。1927年には政府が大規模開墾計画を策定し、全国の500ヘクタール以上の開墾可能地を国営で設計・開拓することとなったが、全国からの希望が殺到し候補選定は難航した。1938年12月、1939年からの5か年事業として「川南原国営開墾事業」の実施が閣議決定されたが、1944年に太平洋戦争激化のため中止となった。
一方、鹿児島県内に作られていた軍馬育成所が宮崎県内に移され、1908年に高鍋町に軍馬補充部高鍋支部（現在の宮崎県農業大学校）が開設された。軍馬の飼料耕地や放牧地は川南の丘陵地の多くを買収して設けられた。4000ヘクタール以上の広大な軍用地が川南原に設けられたことは、開拓や灌漑事業の遅れをもたらした。1941年秋には満州の白城子陸軍飛行学校から宮崎の新田原基地に挺進連隊（空挺落下傘部隊）の練習場が移転され、川南の広大な軍用地が降下練習の用地となったが、多くの開拓者の移転をもたらした。
太平洋戦争が終わると、戦後開拓がはじまり、ようやく川南の軍用地や丘陵地の開拓が本格化した。逼迫する食糧増産と復員軍人・海外引揚者・戦災被害者の働き口を作るために緊急開拓事業実施要領が決まり、全国各地で国営や県営の開拓地が開発されたが、川南原は国営開拓事業地区となり、全国の農民や満州開拓団の引揚者や、ここで訓練していた落下傘部隊の兵隊が集まり、兵舎などに暮らしながら厳しい開拓に従事した。1949年6月6日には、唐瀬原開拓地に昭和天皇の戦後巡幸もあった。その後、人口はほぼ倍増し、開拓者の出身県が全都道府県におよんだため、「川南合衆国」と呼ばれるようになったが、当初は水不足・火山灰性の土壌・過剰入植等の問題を抱え、離農者も多かった。青森県の三本木原、福島県の白河矢吹、宮崎県の川南原が日本三大開拓地と言われるのは、規模の大きさと難度の高さからであった。現在では宮崎の畜産業の中心地となっている。2010年の口蹄疫（2010年日本における口蹄疫の流行）では畜産業が大きな打撃を受け、その復興が進められる一方、茶や野菜などの畑作を振興して畜産とのバランスをとることも模索されている。

### 近現代
- 1889年（明治22年）5月1日 - 町村制施行により児湯郡川南村が発足
- 1941年（昭和16年） - 日本陸軍により空挺落下傘部隊が創設され訓練の地となった。町内には空挺落下傘部隊発祥の記念碑があり、部隊が使用した給水塔が今も残されている。川南護国神社には部隊の戦死者が祀られており、毎年11月に慰霊祭が行われる。
- 1953年（昭和28年）2月11日 - 町制施行
- 2025年（令和7年）2月9日 - 中学校統合問題を契機に、町長側と反対の立場だった前町長派が多数を占める町議会との間で対立が生じ、機能不全に陥って町政が混乱したことを理由に、町議会の解散を問う住民投票が行われ、賛成多数でリコールが成立。地方自治法に基づき町議会が即日解散となった[9]。

## 町政
- 町長：宮崎吉敏（2024年から1期目）

過去の町長
- 内野宮正英（2003年-2011年）
- 日髙昭彦（2011年-2023年）
- 東高士（2023年-2024年7月16日）

## 国政・県政

### 国政
衆議院小選挙区選挙では宮崎2区（延岡・日向・西都・児湯郡・西臼杵郡・東臼杵郡）に属する。近年選出の議員は以下のとおり。
- 2017年10月（第48回衆議院議員総選挙）
  - 江藤拓（自民）

### 宮崎県議会
本町と都農町、木城町、新富町、高鍋町で選挙区（西米良村を除く児湯郡）をなす。定数は3人。近年選出の議員は以下のとおり。
- 2023年4月
  - 図師博規（無所属）
  - 坂口博美（自民）
  - 山下　壽（自民）

## 公共機関
- 九州農政局尾鈴農業水利事業所
- 独立行政法人国立病院機構宮崎病院

## 経済

### 産業
広大な台地を利用して畜産を中心に大規模な農業が行われている。
町の北部の塩付工業団地は県内最大の面積を誇る工業団地である。前述したように
宮崎県農協果汁(サンA)や、グループ全体で
1000億円を超える年商を誇る日本最大のブロイラーグループの児湯食鳥を抱えており、
企業城下町の一面を持つ。
開拓者の出身地が全都道府県に及ぶことから「川南合衆国」とも呼ばれる。
- 産業人口（2000年国勢調査）
  - 第一次産業 34.8%
  - 第二次産業 22.3%
  - 第三次産業 42.9%

### 畜産
畜産の生産額は149.6億円（2006年）と農業粗生産額の約7割を占める。特に豚は73.3億円（2006年）と全国第6位に位置している。2006年の豚の飼養戸数は95戸、飼養頭数は14万1,600頭である。
2010年4月下旬以降、口蹄疫が町役場以北の地域を中心に流行し、町内の肉用牛・豚の8割が殺処分の対象となる事態となった（2010年日本における口蹄疫の流行を参照）。政府は同年5月19日に「感染地域から半径10キロ圏内の牛・豚全頭にワクチン接種後、殺処分」する方針を発表し、同月21日に川南町側がワクチン接種を受け入れた。

### 主な企業
- 宮崎県農協果汁
- 児湯食鳥
- 中川機器製作所宮崎工場
- 村田製菓
- 九州大真空

## 姉妹都市・提携都市
国内
- 十和田市（青森県）
- 矢吹町（福島県西白河郡）
  - 2005年4月27日日本三大開拓地友好協定（再度）締結[2]

## 地域
地元学と称した地域研究により、地域興しが盛んである。

### 健康
- 平均年齢（2000年国勢調査） - 43.0歳

### 人口
| |                                        |  |
| 川南町と全国の年齢別人口分布（2005年） | 川南町の年齢・男女別人口分布（2005年） |  |
| ■紫色 ― 川南町 ■緑色 ― 日本全国 | ■青色 ― 男性 ■赤色 ― 女性              |  |
| 川南町（に相当する地域）の人口の推移 \| 1970年（昭和45年） \| 16,707人 \| \| \| 1975年（昭和50年） \| 16,940人 \| \| \| 1980年（昭和55年） \| 18,026人 \| \| \| 1985年（昭和60年） \| 18,480人 \| \| \| 1990年（平成2年） \| 18,371人 \| \| \| 1995年（平成7年） \| 18,053人 \| \| \| 2000年（平成12年） \| 17,630人 \| \| \| 2005年（平成17年） \| 17,323人 \| \| \| 2010年（平成22年） \| 17,009人 \| \| \| 2015年（平成27年） \| 16,109人 \| \| \| 2020年（令和2年） \| 15,194人 \| \| |                                        |  |
| 総務省統計局 国勢調査より |                                        |  |
| 1970年（昭和45年） | 16,707人                               |  |
| 1975年（昭和50年） | 16,940人                               |  |
| 1980年（昭和55年） | 18,026人                               |  |
| 1985年（昭和60年） | 18,480人                               |  |
| 1990年（平成2年） | 18,371人                               |  |
| 1995年（平成7年） | 18,053人                               |  |
| 2000年（平成12年） | 17,630人                               |  |
| 2005年（平成17年） | 17,323人                               |  |
| 2010年（平成22年） | 17,009人                               |  |
| 2015年（平成27年） | 16,109人                               |  |
| 2020年（令和2年） | 15,194人                               |  |

### 教育
中学校
- 川南町立国光原中学校
- 川南町立唐瀬原中学校

小学校
- 川南町立川南小学校
- 川南町立東小学校
- 川南町立通山小学校
- 川南町立多賀小学校
- 川南町立山本小学校

都農町からの通勤率が10％を超えているため、
川南都市圏を形成している。

## 交通

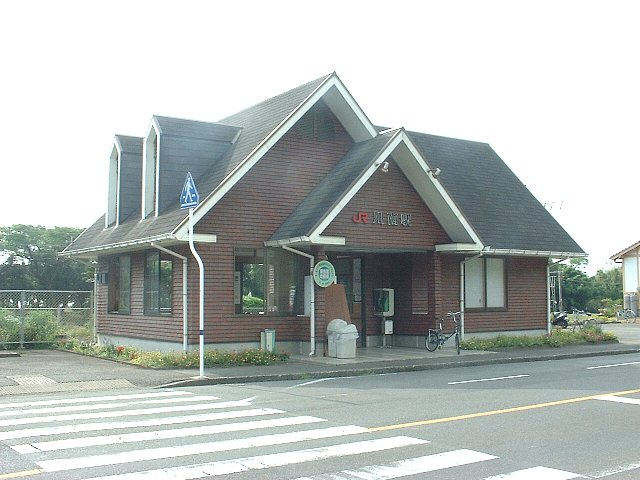
川南駅

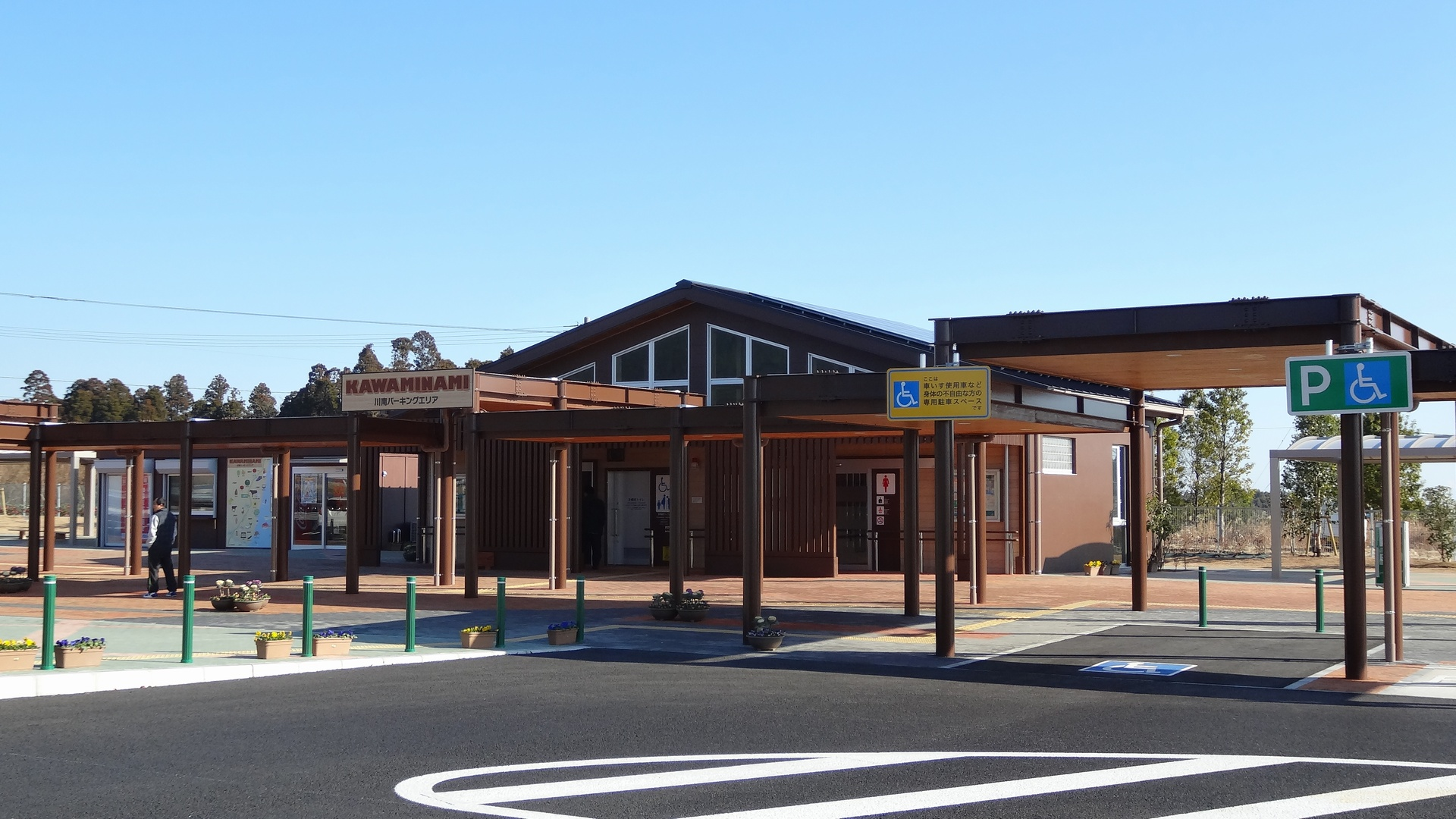
川南パーキングエリア

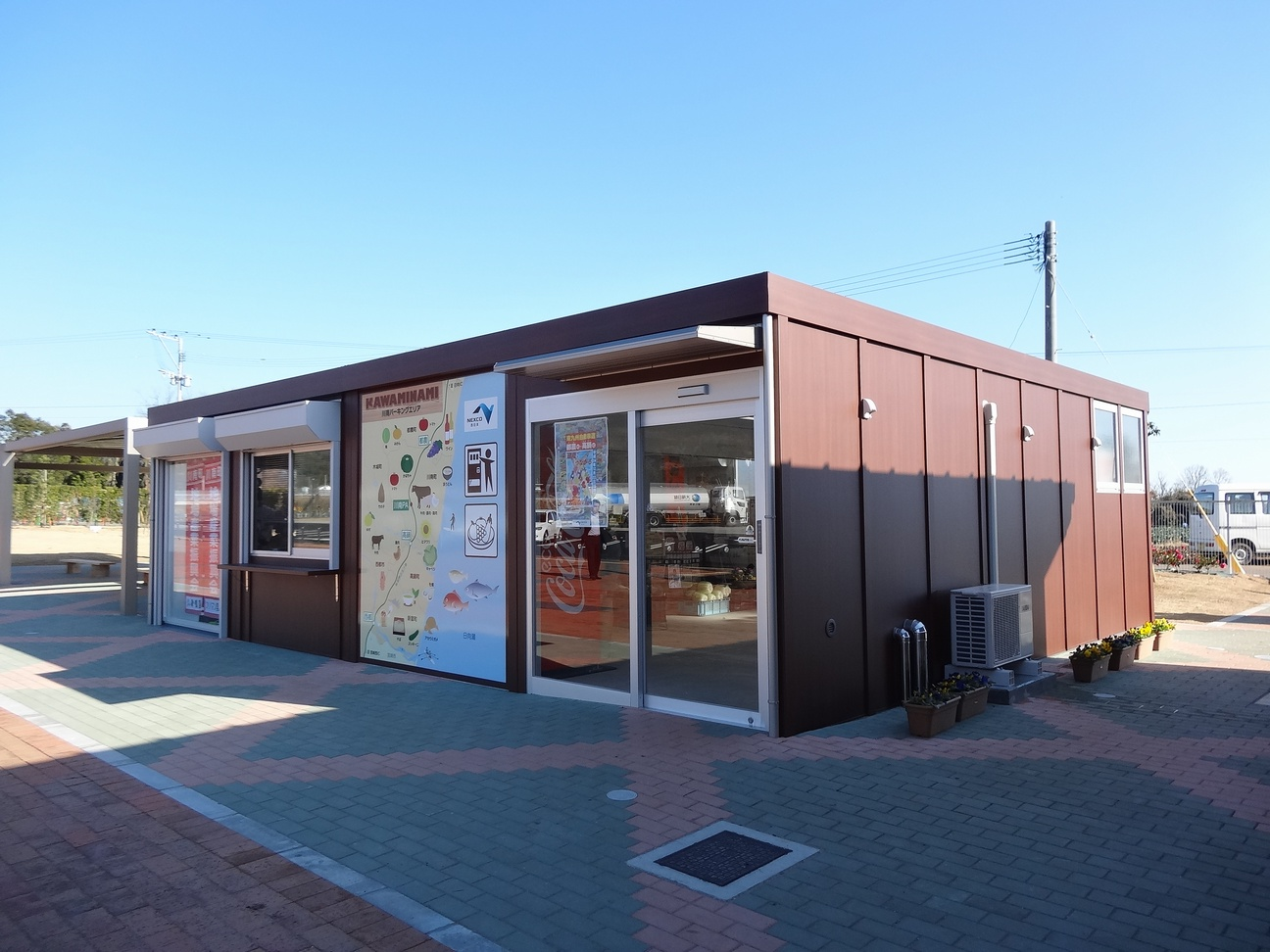
川南PA内にある防災用コンテナハウス（直売所・MONマルシェ）

### 鉄道路線
- 九州旅客鉄道（JR九州）
  - 日豊本線
    - 川南駅

### 路線バス
- 三和交通 - 高鍋町・川南町・都農町を結ぶ路線を運行する（2023年10月1日より従来の宮崎交通バスの代替）。
  - 海老原総合病院 - 高鍋BC - 高鍋駅 - トロントロン - 都農 - 道の駅つの - 都農町立病院
- トロントロンバス - 登録制・予約制の乗合タクシーであるが、日祝日を除く朝には尾鈴 - トロントロン - 川南駅 - 通浜間に登録・予約なしで誰でも乗車できる定時定路線の便が1往復運行される。2008年10月1日より運行していたコミュニティバス「フロンティアバス」の代替として2014年4月1日に運行開始した。
- シャトルバス - 日豊本線の普通列車に接続して川南駅と町中心部のトロントロンドームを結ぶシャトルバス。川南駅前での交通渋滞を緩和する目的で運行するため、日祝日を除く日の早朝と夕方のみ運行し、中間部には停車しない。登録なしで乗車可能。

### 道路

#### 高速道路
- 東九州自動車道
  - 川南パーキングエリア

最寄りインターチェンジは、南側の高鍋町との町境付近にある高鍋インターチェンジ、もしくは北側の都農町との町境付近にある都農インターチェンジとなる。両インターチェンジとも川南町域から至近距離にあるが、川南町域内にはない。

#### 一般道路
一般国道
- 国道10号

都道府県道
- 宮崎県道40号都農綾線
- 宮崎県道302号高鍋美々津線
- 宮崎県道307号尾鈴川南停車場線
- 宮崎県道364号川南港線

### 遠隔地との連絡
- 空港は宮崎ブーゲンビリア空港が最寄り。宮崎空港駅 - 川南駅間は直通の普通列車が運行されている。
- 川南駅には特急列車は停車せず、川南町内発着の高速バスは運行されていない。このため遠隔地と川南町を直接結ぶ公共交通機関はない。

## 名所・旧跡・観光スポット・祭事・催事
名所・旧跡・観光スポット
- 青鹿キャンプ場
- 伊倉浜自然公園
- 川南湿原
- 宗麟原供養塔
- 川南古墳群

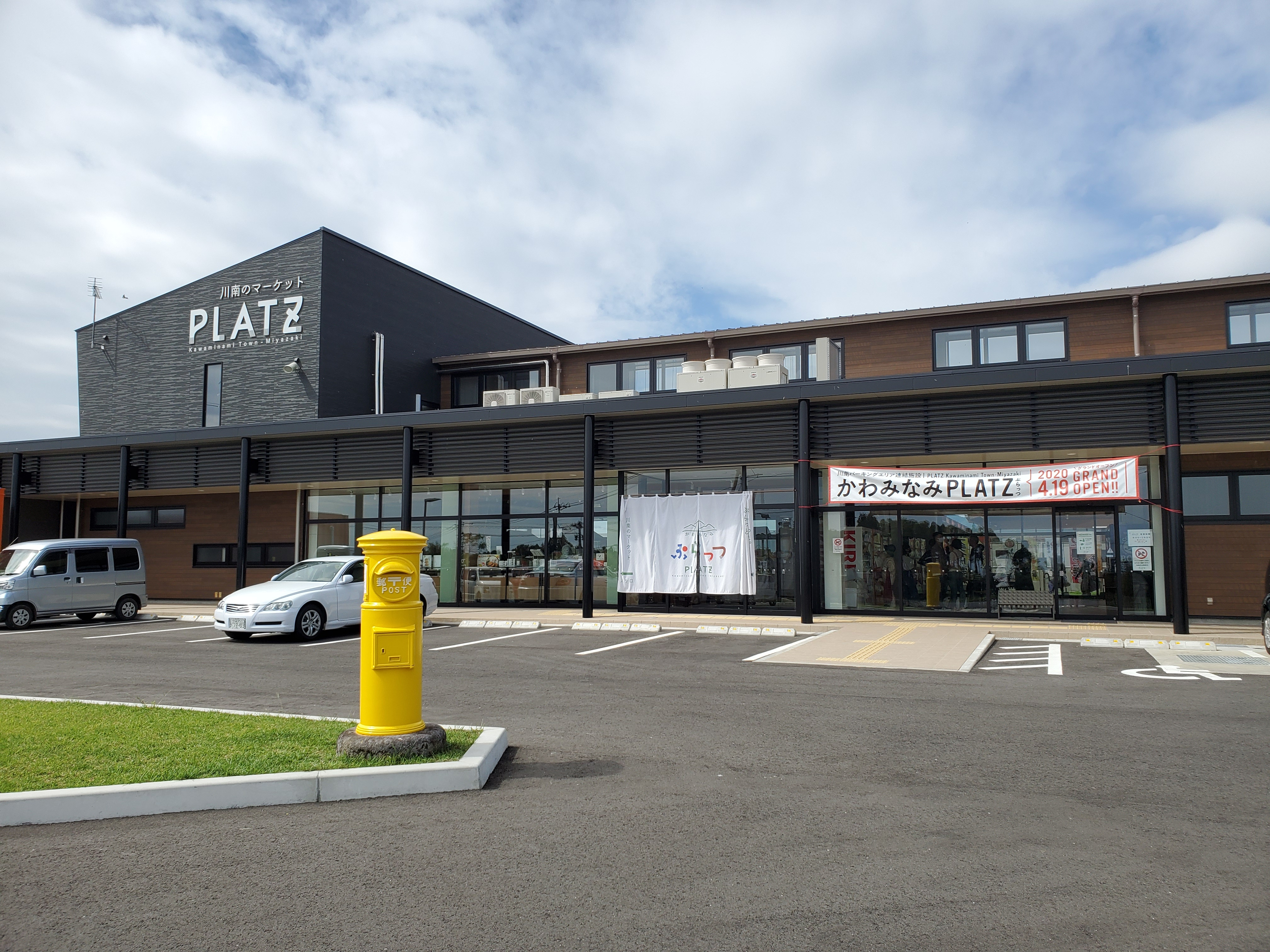
かわみなみPLATZ（プラッツ）

- かわみなみPLATZ - 川南PAの隣接地にある地域活性化施設。一般道側だけでなく高速道路側からも利用可能なハイウェイオアシスの形態をとっている。

祭事・催事
- 天竜梅まつり（2月）
- ザ・フェスティバル・イン・トロントロン（8月）
- 川南トロントロン軽トラ市（毎月第4日曜日）- 岩手県雫石町、愛知県新城市とともに「日本3大軽トラ市」のひとつに数えられている[15][6]。
- かわみなみ電飾大作戦
- 川南合衆国 ウェスタンカーニバル
- 川南護国神社秋季大祭（11月23日）

その他
- 川南町総合運動公園

## 川南町出身の有名人
- 永友一美（元宮崎県議会議員）
- 宮沢厚（アニマルトレーナー）
- 永田大士（プロボクサー）
- 河野雄一（フジテレビ取締役）
- 小山泰文（柔道家）
- 千代の花秀貴（弓取り力士、2010年5月場所より）
- 前田陽介（プロバスケットボール選手）
- 中谷一馬（衆議院議員）
- 福島竜弥（プロサッカー選手）

## 川南町にゆかりのある人物
- 阿久悠（両親が川南町出身）
- やす(ずん)(隣の高鍋町出身だが今の実家は川南町で、両親はのぼり旗を作るアイキ旗店を経営)